# Ben Wilmot
Benjamin Lewis „Ben“ Wilmot (* 4. November 1999 in Stevenage) ist ein englischer Fußballspieler, der seit Juni 2021 beim Zweitligisten Stoke City unter Vertrag steht. Der Innenverteidiger war von 2019 bis 2021 englischer U21-Nationalspieler.

## Karriere

### Verein
Der in Stevenage geborene Ben Wilmot wechselte mit 14 Jahren von seinem Heimatverein Hitchin Town in die Jugendakademie des FC Stevenage. Nach drei Jahren im Nachwuchs unterzeichnete der Innenverteidiger am 2. April 2017 seinen ersten professionellen Vertrag bei Boro. Sein Debüt in der ersten Mannschaft bestritt er am 3. Oktober 2017 beim 0:0-Unentschieden gegen Milton Keynes Dons in der EFL Trophy. In den nächsten Wochen stand er regelmäßig in den Pokalbewerben auf dem Spielfeld und im Januar 2018 gelang ihm schließlich auch der Durchbruch als Stammspieler im Ligabetrieb. Der junge Abwehrspieler erregte durch gute Leistungen rasch das Interesse von Premier-League-Vereinen, so dass bereits im Wintertransferfenster 2018 Angebote für den jungen Abwehrspieler eintrudelten, die jedoch vorerst allesamt abgelehnt wurden. Nach zehn aufeinanderfolgenden Ligaeinsätzen wurde Wilmot ab April 2018 nicht mehr berücksichtigt, da sich zu diesem Zeitpunkt nun bereits ein Abgang des Talents im Sommer abzeichnete.
Am 24. Mai 2018 wurde sein Wechsel zum Erstligisten FC Watford bekanntgegeben, wo er zum 1. Juli 2018 einen Fünfjahresvertrag antrat. Mit der entrichteten Ablöse wurde er zum Rekordabgang des FC Stevenage. Sein Debüt bestritt er am 29. August 2018 beim 2:0-Auswärtssieg gegen den FC Reading im EFL Cup. 
Für die Bees bestritt er in seinen ersten Monaten jedoch nur sechs Pflichtspiele.
Deshalb schloss er sich am 31. Januar 2019 auf Leihbasis bis zum Ende der Saison 2018/19 dem Schwesterverein Udinese Calcio an. In der italienischen Serie A debütierte er am 8. März 2019 (27. Spieltag) bei der 1:4-Auswärtsniederlage gegen Juventus Turin. Auch bei den Bianconeri kam Wilmot nur unregelmäßig zu Spielerfahrung und nach fünf Ligaeinsätzen kehrte er im Sommer 2019 nach London zurück.
Zur Saison 2019/20 wurde Wilmot an den Zweitligisten Swansea City ausgeliehen. Sein erstes Spiel für die Südwaliser absolvierte er am 13. August 2019 beim 3:1-Ligapokalsieg gegen Northampton Town. Im Oktober 2019 stand er auch erstmals in der Championship auf dem Rasen. Am 27. Oktober 2019 (14. Spieltag) erzielte er beim 1:0-Heimsieg gegen Cardiff City das Goldtor für seine Mannschaft, welches den ersten Treffer seiner Profikarriere markierte. In dieser Spielzeit bestritt er 21 Ligaspiele, in denen er zwei Torerfolge verbuchen konnte.
In der nächsten Spielzeit 2020/21 wurde er wieder beim FC Watford, der inzwischen in die Zweitklassigkeit abgestiegen war, eingeplant. Zum Saisonbeginn zählte er bei den Bees zum Stammpersonal.
Im Juni 2021 unterschrieb er beim Zweitligisten Stoke City einen neuen Vierjahresvertrag.

### Nationalmannschaft
Ben Wilmot spielte im März 2018 zwei Mal für die englische U19-Nationalmannschaft und im Oktober 2018 sowie März 2019 bestritt er jeweils ein Länderspiel für die U20. Seit Oktober 2019 ist er für die U21 aktiv.